# Torneo de Casablanca 2009
El Grand Prix Hassan II es un evento de tenis que se disputa en Casablanca, Marruecos, haciendo parte de un par de eventos que hacen de antesala al Masters de Montecarlo, se juega entre el 6 y 12 de abril de 2009 haciendo parte de un torneo de la serie 250 de la ATP.

## Campeones
- Individuales masculinos:  Juan Carlos Ferrero derrota a  Florent Serra, 6–4, 7–5.

- Dobles masculinos:  Łukasz Kubot /  Oliver Marach derrotan a  Simon Aspelin /  Paul Hanley, 7–6(4), 3–6, 10–6